# 楊曉和
楊曉和（1967年4月—），中华人民共和国政治人物。籍貫河北省邯郸市，汉族，中国共产党党员，中国科学院经济与管理学院管理科学工程专业毕业，在职研究生学历，管理学博士学位。曾任中共廊坊市委書記，中共海南省委常委、儋州市委书记。现任海南省政协副主席。

## 履歷
1986年8月參加工作，歷任邯郸县文教局、体改委干事、劳动人事局干事、县委办公室干事，期間於1988年10月加入中国共产党。1991年7月至1997年5月歷任中国共产主义青年团邯郸县委副書記、書記。
1997年5月至2003年7月，任鸡泽县副县长。2003年7月至2006年4月，任中共魏县县委常委、常务副县长。2006年4月至2008年5月，任中共邯郸市丛台区委副书记、代区长、区长。2008年5月至2013年12月，任中共邯郸市丛台区委书记。
2013年12月至2016年11月，任河北省審計廳副廳長。 
2016年，任河北省审计厅厅长。2020年10月，任中共廊坊市委書記。
2022年4月，首次跨省履新，任中共海南省委常委、儋州市委书记，洋浦经济开发区工委书记。
2023年5月，他卸任中共儋州市委书记、洋浦经济开发区工委书记。翌年1月，他当选为海南省政协副主席。